# První válka v Kašmíru
První válka v Kašmíru bylo vojenské střetnutí mezi Pákistánem a Indií, které se v letech 1947–1948 vedlo o území Kašmíru. Výsledkem bojů bylo rozdělení bývalého knížectví Kašmír na pákistánskou a indickou část, hranice mezi územími se nazývá Linie kontroly. Na indické části se dnes nachází svazové státy Džammú a Kašmír a Ladak, na pákistánské Azád Kašmír a Gilgit - Baltistán.

## Pozadí konfliktu
Ve dnech 14. až 15. srpna 1947 byla vyhlášena nezávislost Indie, z velké části na tom měl podíl Mahátma Gándhí. Od roku 1913 nabádal Indy k politice občanské neposlušnosti a pasivní rezistence. V této politice pokračoval i po získání nezávislosti – snažil se především o nenásilné řešení konfliktu mezi muslimy a hinduisty.
Na území Indie bylo 565 knížecích států, jejichž vládcové se ještě před osamostatněním Indie měli rozhodnout, zda se chtějí připojit k Pákistánu či k Indii. Hinduistický mahárádža Hari Singh se dlouho nemohl rozhodnout, zda se připojit k Pákistánu (v Kašmíru žilo 65% muslimů) nebo k Indii. Sám mahárádža byl totiž Ind. Když rozdělení proběhlo, doufal, že se mu podaří udržet nezávislost Kašmíru v království, kde by se sám stal králem. Pákistán a Indie požadovaly referendum obyvatelstva.

## Průběh války

### Předcházející události
V Pákistánu se od počátku konfliktu prosazoval sílící vliv Muhammada Alí Džinnáha, který se v roce 1947 stal generálním guvernérem v Pákistánu. Do té doby podporoval muslimská povstání a rozdělení Indie na muslimskou a hinduistickou část. Počátkem října se Muhammad Alí Džinnáh (silně nemocný tuberkulózou) vydal na (zdravotní) cestu do Kašmíru. Ve skutečnosti chtěl zjistit, zda se Hari Singh rozhodl připojit k Pákistánu či nikoliv. Dostalo se mu však záporné odpovědi – Singhův emisar zároveň Džinnáhovi doručil zprávu, že Singh si nepřeje Džinnáhův pobyt v Kašmíru ani za účelem rekreace. To zapříčinilo rozpoutání první války v Kašmíru.
V nastalé situaci se válka o několik dnů zdržela díky problému s vysokými důstojníky. Jednalo se stále ještě totiž o Brity na obou stranách znesvářených stran. Zdráhali se bojovat proti svým bývalým spolubojovníkům z období před rokem 1947. Vrchním velitelem Pákistánské armády byl Frank Messervy. Muhammad Alí Džinnáh se rozhodl poslat důstojníka pro dodávky zbraní do Londýna, ve skutečnosti se potřeboval Messervyho zbavit. Messervy si válku nepřál, vyžádal si proto ujištění Pákistánského premiéra Líákata Alího Chána, že se žádný ozbrojený konflikt nechystá.
Messervy odcestoval do Británie a 22. října do muslimské části Kašmíru vtrhli paštunští radikálové podpoření 7. pěší divizí Pákistánské armády. Chtěli obsadit Šrínagar a svrhnout Singhovu vládu. Vyvolali ovšem jen několik muslimských povstání, například ve městě Punč. Veškeré akce Pákistánské armády a Paštunů probíhaly za zády britských důstojníků i úředníků, kterých bylo v zemi stále ještě dost.
Další Brit Douglas David Gracey, který byl zástupcem generála Messervyho, okamžitě po zjištění, že 7. pěší divize je v pohybu, volal svému kolegovi na indické straně generálovi Robertu Lockhartovi, který pocházel ze Skotska. Lockhart informoval o nastalé situaci generálního guvernéra a bývalého místokrále Indie lorda Mountbattena i vrchního velitele repatriovaných britských jednotek maršála Auchinlecka. Novopečený indický premiér Džáváharlál Nehrú byl zprávami velice zneklidněn.
Mountbatten se rozhodl vyčkávat, až o pomoc požádá Hari Singh, nicméně očekával, že intervence indické armády bude nutná. Doufal, že se Singh rozhodne pro připojení k Indii. Auchinleck zase pohrozil pákistánským představitelům stažením všech britských důstojníků a úředníků z Pákistánu. To by pro pákistánskou stranu znamenalo značné komplikace, protože nový stát se teprve formoval a armáda byla značně nezkušená.
Hari Singh se začal obávat nepokojů, protože muslimská část obyvatelstva byla v převaze, a tak se 26. října vydal ze Šrínágaru do Džammú. Spolu s ním začal exodus obyvatelstva. Do konce roku se nejen v Kašmíru přemístilo téměř 14 milionů lidí. Menší přesuny obyvatelstva následovaly i v roce 1948. Muslimové utíkali do Pákistánu, hinduisti do Indie, docházelo k sociálnímu stresu a nepokojům. Ještě týž den podepsal Hari Singh smlouvu s Indií v zastoupení Mountbattena, kterou vyjádřil souhlas s referendem a rozmístěním indických vojsk na svém území. Indické jednotky na to obsadily Šrínagar. Od tohoto okamžiku se datuje počátek konfliktu mezi oběma státy. Indie považuje žádost Hari Singha za souhlas s připojením k Indii, Pákistán nikoliv.

### Průběh střetů

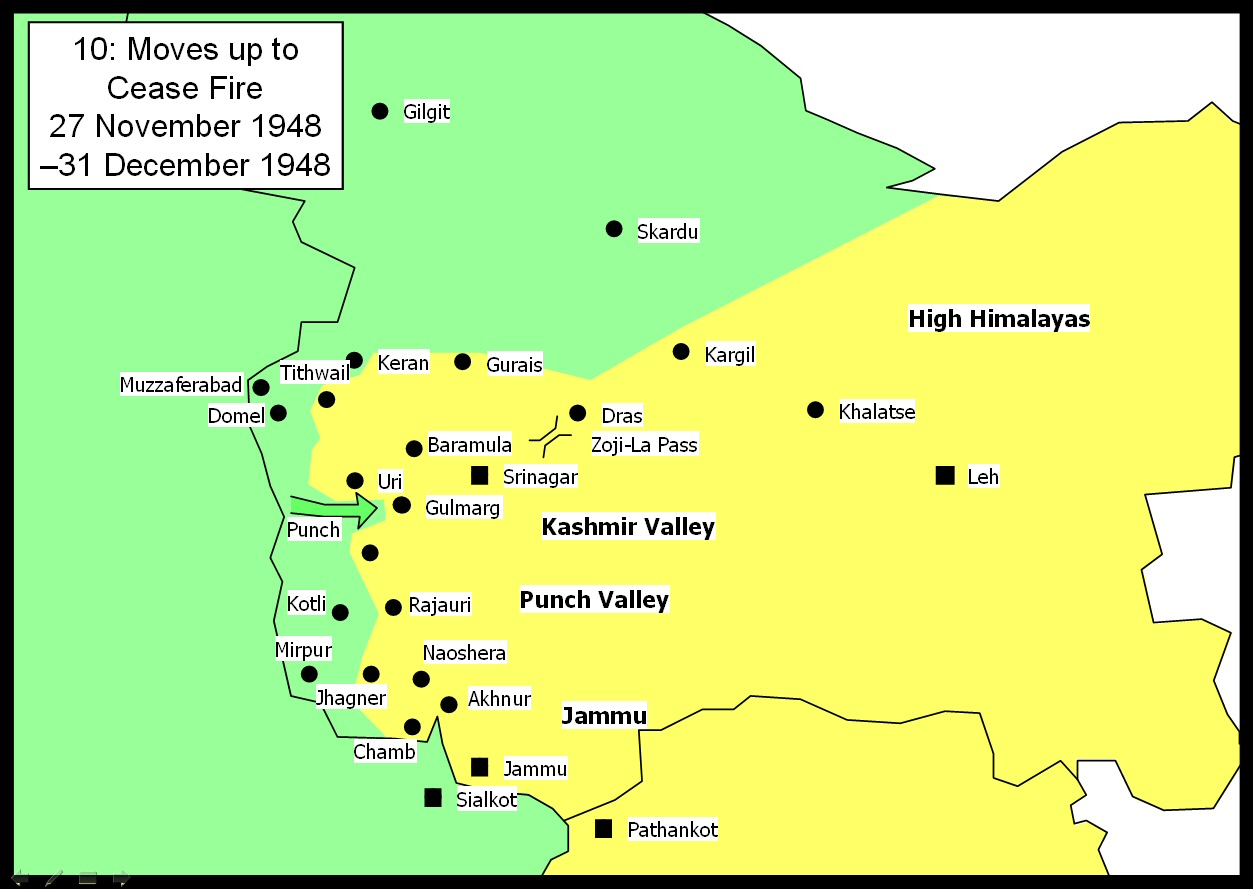
Situace od 27. listopadu 1948 – 31. prosince 1948

27. října přistál na letišti v Šrínágaru první letoun Dakota C-3 s příslušníky 1. sikhského praporu indické armády pod velením podplukovníka Raje. Tento den bylo do města přepraveno 329 vojáků zmíněného praporu. V příštích dnech vykonaly letouny přes 100 letů a do města přemístily oddíly 161. pěší brigády.
Od tohoto dne se datuje první kašmírská válka, ve skutečnosti však ani jedna ze stran válku nevyhlásila. Paštunové se věnovali hlavně útokům proti hinduistům, dokázali však také znemožnit dodávky proudu do velké části oblasti. Boje v prvních dnech spočívaly v budování palebných pozic (hlavně na indické straně). To bylo strategicky výhodnější, kašmírská armáda byla slabá a tvořená příslušníky obou náboženských skupin, takže docházelo k dezercím a rozpadu armády.
Paštunové hinduisty systematicky zabíjeli, ve městečku Baramulla způsobili rozsáhlý masakr. Všechny domy byly vyrabovány, lidé, kteří neutekli, byli zabiti. Stejný osud postihl i klášter Panny Marie, ve kterém v době vpádu muslimů bylo 14 řádových sester evropského původu a několik pacientů. Všechny ženy byly znásilněny a nakonec spolu s ostatními zavražděny. Klášter byl vypálen. Tato akce zdržela Paštuny v postupu a umožnila indické armádě zbudovat v Šrínágaru opevnění a připravit se odrazit muslimský útok. Muslimové byli odraženi již před Šrínágarem a byli nuceni se vrátit.
V muslimských rukou zůstalo několik vesnic i nadále. Přišla zima a boje v horách se zostřily. Indie vybudovala před Šrínagarem obranný val a 1. listopadu 1947 zahájila indická armáda ofenzívu. 13. listopadu padlo městečko Uri, které otevřelo cestu do Baramully (dobyta 17. listopadu) a do Punču (dobyt 20. listopadu). Akcí se účastnily gurkhské, kumáonské, sikhské a rádžputánské jednotky indické armády. Výraznou podporu způsobilo i nasazení letectva, které šrínagarské jednotky zásobovalo a bombardovalo pákistánské pozice. Osvobozením Punč byly boje na krátký čas ukončeny. Po této vlně bojů měla indická strana 1103 padlých a 3152 zraněných mužů. Na pákistánské straně chybí data, ale počet mrtvých se odhaduje na 6000 a 14000 zraněných. Velkou část bojovníků na obou stranách zabily i hory a mráz. Počet mrtvých civilních obyvatel je neznámý, většinu z nich zabili Paštunové.
Následovala návštěva indického zástupce OSN s protestem na jednání Pákistánu k Radě bezpečnosti OSN. I přes vítězství Indie zůstalo v oblasti mnoho muslimů, kteří se s nastalou situací nechtěli smířit. Probíhaly stále menší boje a muslimové se pokoušeli rozpoutat náboženskou válku. Muslimské akce však pozastavovala zima. Rada bezpečnosti ustanovila 20. ledna 1948 Komisi OSN pro Indii a Pákistán, tzv. UNCIP (United Nations Commision for India and Pakistan). Komise se pokoušela konflikt vyřešit mírovou cestou, ale boje pokračovaly celou první polovinu roku 1948. Útočily obě strany – jak sikhské, tak paštunské jednotky s podporou pákistánské armády. Ta se mezitím zcela osamostatnila od britského vlivu.
30. ledna 1948 byl Mahátma Gándhí, který se rovněž snažil o neválečné urovnání konfliktu, zavražděn hinduistickým extrémistou. Od tohoto okamžiku začala klesat i popularita Džáváharlála Nehrúa. Jeho strana Indický národní kongres byla úzce spojena s aktivitami Gándhího. Po jeho smrti strana konfliktu v Kašmíru zabránit nedokázala. Pokoušela se ovšem o získání naprosté samostatnosti Indie (která přišla v roce 1950), Indie byla zatím Britským nezávislým dominiem.
11. září 1948 zemřel na tuberkulózu Muhammad Alí Džinnáh a jeho strana Muslimská liga ztratila svého oblíbeného vůdce. Moc brzy převzal dosavadní předseda vlády Líjákát Alí Chán, faktickou moc měl však velmi malou. V zemi se objevila korupce a zmatek. Projevily se první pokusy rozdělit Pákistán na východní a západní část, přesto se ji podařilo Alí Chánovi udržet pohromadě jako islámský stát.
O půlnoci mezi 1. a 2. lednem 1949 bylo uzavřeno příměří (i když válka ve skutečnosti vyhlášena nebyla). Hari Singh musel Kašmír opustit a vládu v oblasti (nyní již pouze nad indickou částí) převzal Muhamad Abdulláh. Pákistán i po podepsání příměří žádal referendum všeho obyvatelstva. 6. ledna byla do oblasti vyslána delegace OSN zvaná UNMOGIP (United Nations Military Observers Group in India and Pakistan), která měla stanovit dočasné hranice a demarkační linii. Ta byla stanovena v místech, kde skončily boje. Prakticky stejná hranice mezi Indií a Pákistánem zůstala do dnešních dnů.